# Diplonemea
Diplonemea es un pequeño grupo de protistas flagelados en su mayoría fagotrofos de vida libre, aunque algunos son parásitos facultativos. Son especialmente frecuentes en los hábitats marinos donde consumen detritus, algas y otras partículas de tamaño moderado. Dos especies viven también en agua dulce. Tienen forma oval o de saco y dos cortos flagelos que se insertan en un bolsillo subapical. Exhiben un pronunciado metabolismo y presentan aparatos de alimentación dispuestos longitudinalmente y conectados con el aparato flagelar.
El grupo se clasifica en el filo Euglenozoa sobre la base de sus características estructurales, lo que ha sido confirmado por estudios moleculares. Al igual que los demás euglenozoos presentan un distintivo aparato flageolar, en el que los flagelos, insertados dentro de un bolsillo apical o subapical, están reforzados por varillas paraxomales, un andamio proteínico adyacente al habitual axonema. Se reconocen dos géneros, Diplonema y Rhynchopus.
Diplonema presenta dos flagelos cortos de igual longitud y dos aberturas subapicales. La mayoría son de vida libre, pero se ha informado de casos de infección en almejas y de repentina descomposición de las plantas de acuario. Fue descrito inicialmente en 1914 y más tarde redescubierto en los años 60 y denominado Isonema, clasificándose erróneamente entre los euglénidos.
Rhynchopus presenta usualmente flagelos de distinta longitud y una única abertura subapical, pues las aberturas del bolsillo flagelar y del aparato de alimentación adyacente se fusionan en una sola. Cuando el alimento escasea, se producen células flageladas móviles y se sugiere que la presencia de una fase plenamente flagelada y dispersiva en el ciclo de vida sirve para distinguir a Rhynchopus de Diplonema. La mayoría de las especies son de vida libre, otras son comensales y R. coscinodiscivorus es un parásito intracelular de diatomeas.
La especie tipo, R. amitus, se la ha descrito en el plancton del Báltico. Tiene un cuerpo alargado en forma de pera, a menudo más cóncavo por un lado que por el otro. Una papila anterior separa el aparato de ingestión del bolsillo flagelar y los dos flagelos apenas salen del bolsillo de la célula. Se los ha encontrado alimentándose del citoplasma de diatomeas planctónicas y de las branquias de cigalas y cangrejos. Además de la etapa flagelada móvil produce también una etapa de quiste.
R. euleeides es un flagelado marino de vida libre. En la etapa trófica, las células son predominantemente elípticas y aplanadas lateralmente, pero con frecuencia cambian su forma. El deslizamiento es la forma predominante de locomoción. Los dos flagelos, que están normalmente ocultos en el bolsillo sub-apical, son cortos y de longitud desigual, tienen axonemas convencionales, pero parece que carecen de las varillas paraxonemales. Las células nadadoras, que sólo se forman ocasionalmente, son más pequeñas y llevan dos flagelos conspicuos de más de 2 veces la longitud del cuerpo.